# Reprezentacja Irlandii U-17 w piłce nożnej mężczyzn
Reprezentacja Irlandii U-17 w piłce nożnej – jest juniorską reprezentacją Irlandii, zgłaszaną przez The Football Association. Mogą w niej występować wyłącznie zawodnicy posiadający obywatelstwo irlandzkie, urodzeni w Irlandii lub legitymujący się irlandzkim pochodzeniem i którzy w momencie przeprowadzania imprezy docelowej (finałów Mistrzostw Europy lub Mistrzostw Świata) nie przekroczyli 17 roku życia.

## Występy w ME U-17
- 2002–2007: Nie zakwalifikowała się
- 2008: Faza grupowa
- 2009–2016: Nie zakwalifikowała się
- 2017: ćwierćfinał
- 2018: ćwierćfinał
- 2019: Faza grupowa
- 2020: Anulowane z powodu pandemii COVID-19
- 2021: Anulowane z powodu pandemii COVID-19
- 2022: Nie zakwalifikowała się
- 2023: ćwierćfinał
- 2024: Nie zakwalifikowała się